# Субтропічні вічнозелені ліси островів Нансей
Субтропічні вічнозелені ліси островів Нансей (ідентифікатор WWF: IM0170) — індомалайський екорегіон тропічних та субтропічних вологих широколистяних лісів, розташований на островах архіпелагу Рюкю, також відомих як острови Нансей, на південному заході Японії. Цей екорегіон є найпівнічнішим в Індомалаї і вирізняється високим біорізноманіттям та рівнем ендемізму.

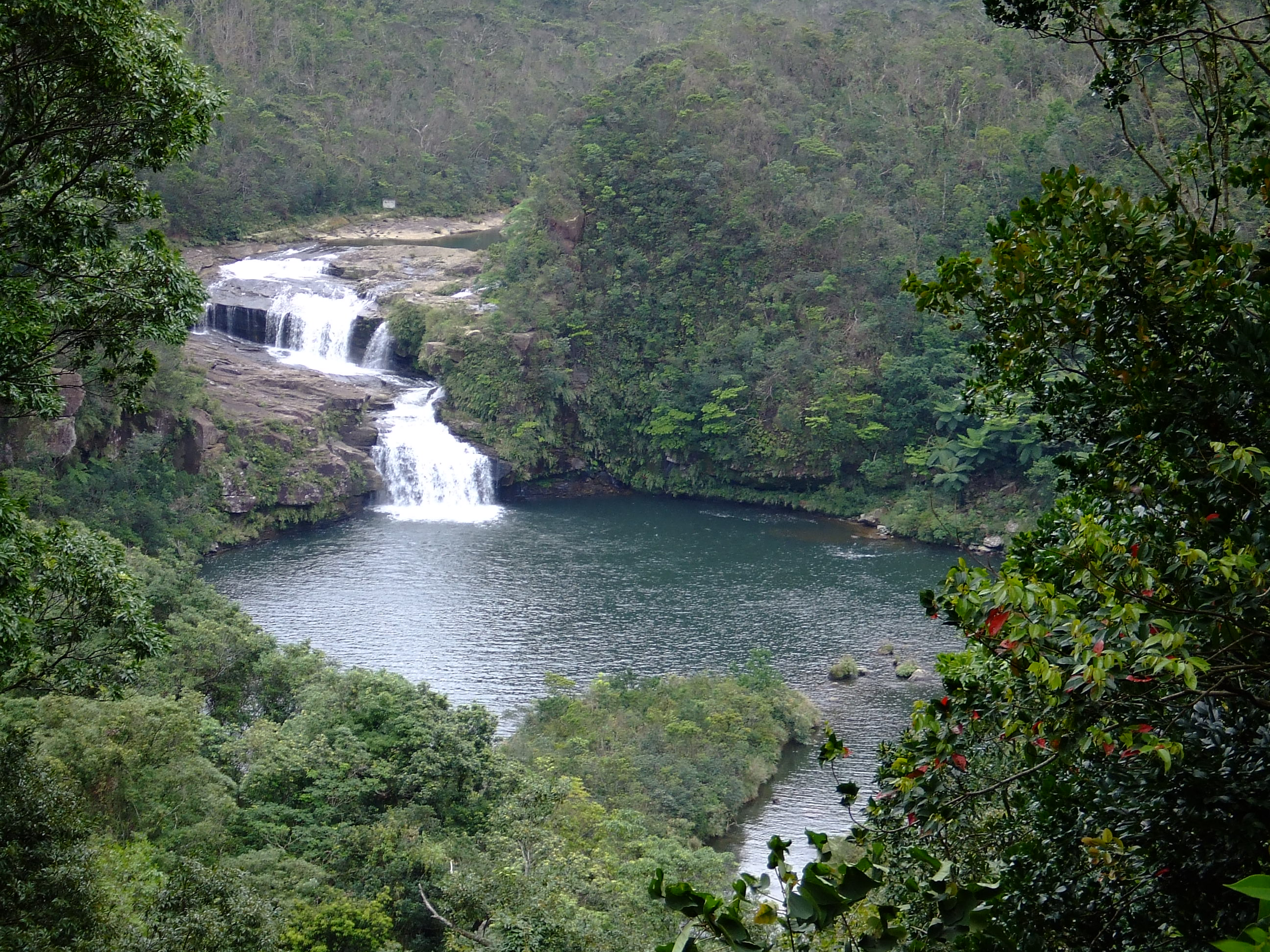
Водоспад Маріюдо на острові Іріомоте

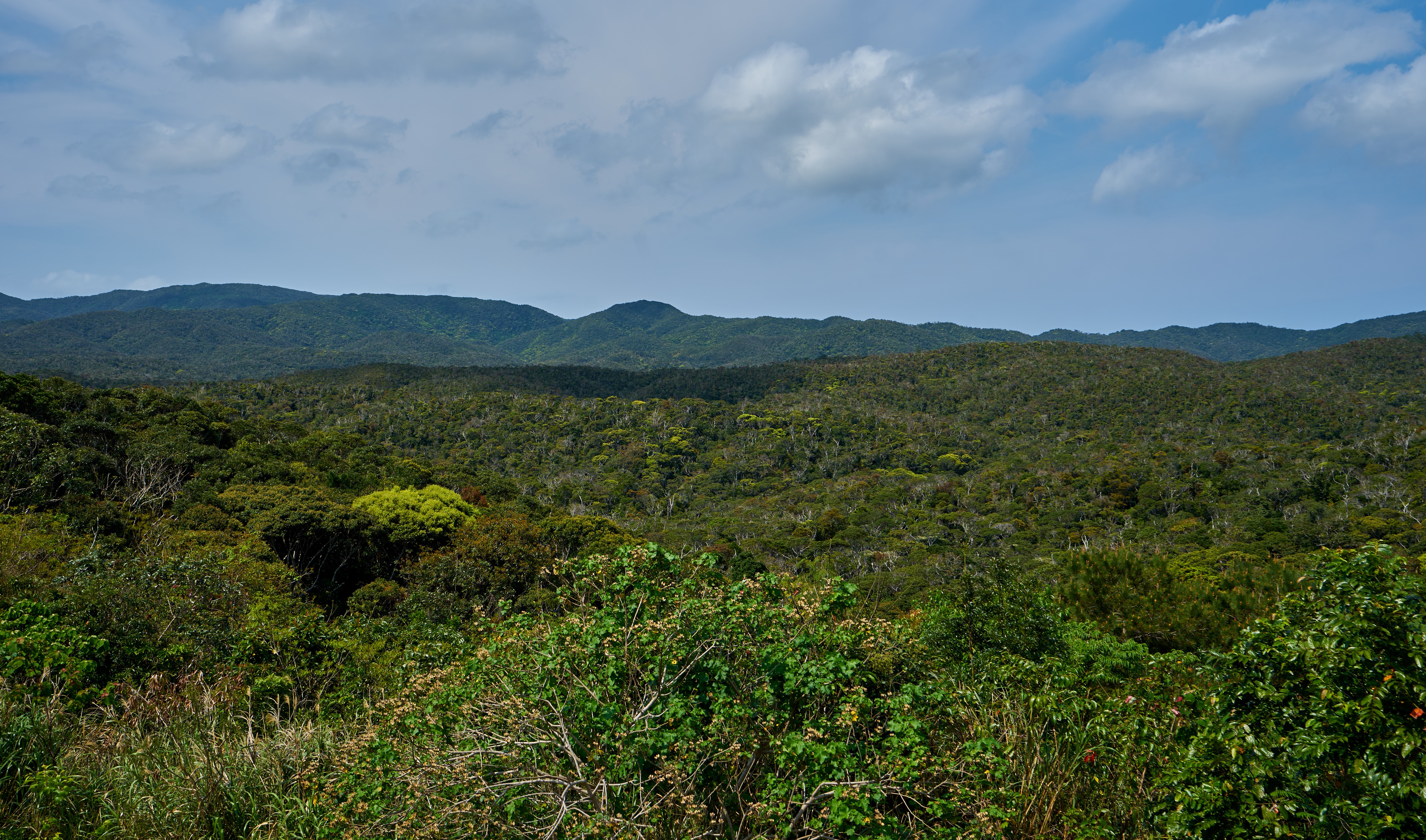
Субтропічний вічнозелений ліс на острові Окінава (Національний парк Ямбару)

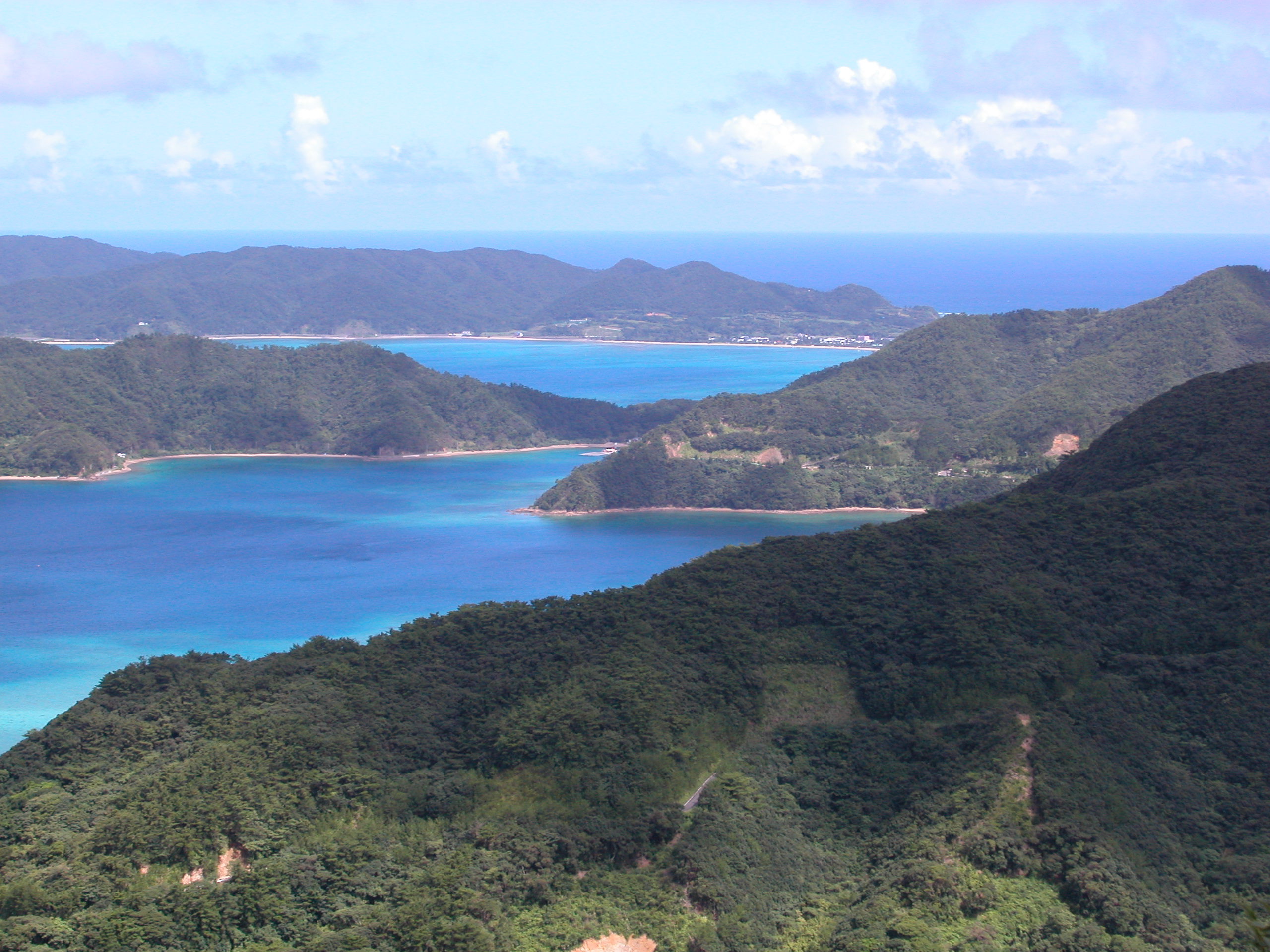
Узбережжя острова Амамі Осіма

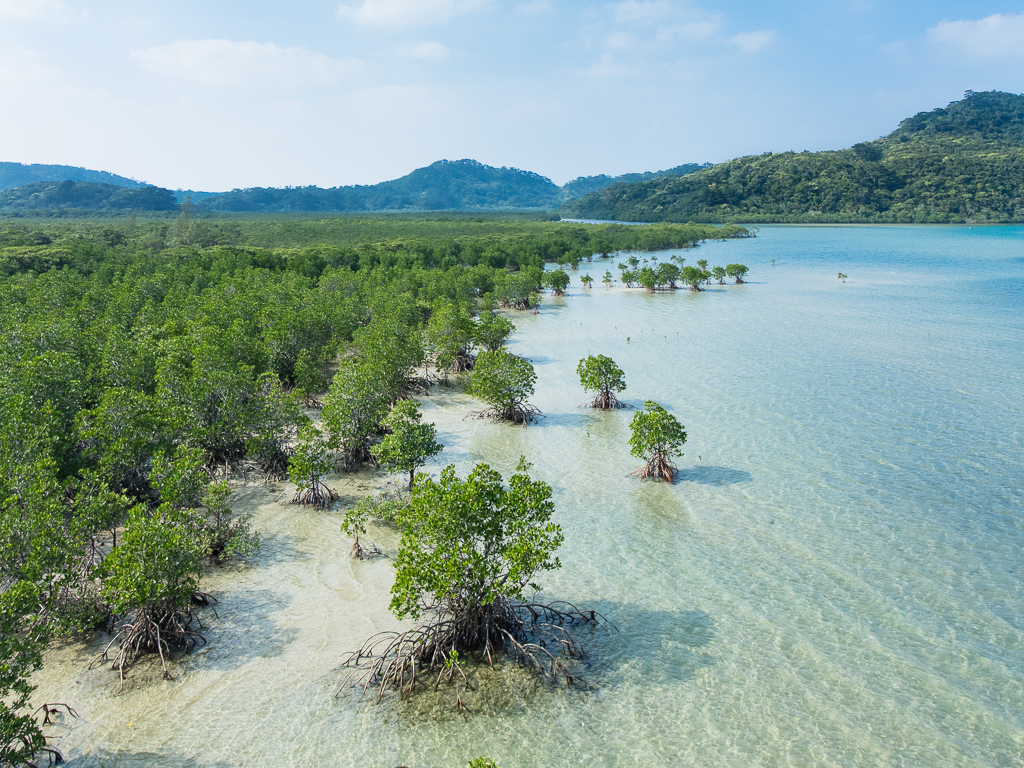
Мангровий ліс на острові Іріомоте

## Географія
Архіпелаг Рюкю — це острівна дуга, яка простягається на 1200 км з північного сходу на південний захід, від острова Кюсю до Тайваню, між Східнокитайським і Філіппінським морями. Він складається з більш ніж 100 невеликих островів, що входять до префектур Каґосіма та Окінава. Найпівнічнішою частиною Рюкюського архіпелагу є острови Сацунан, які складаються з островів Осумі, Токара та Амамі. Далі на південний захід розташовані острови Окінава та острови Сакісіма. Останні складаються з островів Міяко, Яєяма та Сенкаку. Окрему групу складають острови Дайто, розташовані у Філіппінському морі, за 300 км на південний схід від Окінави.
Найбільшим островом архіпелагу є Окінава площею 1207 км². Північні острови мають вулканічне походження і складаються з магматичних порід, тоді як південні острови мають коралове походження. Найвищою вершиною островів Рюкю є гора Міяноура висотою 1935 м, розташована на острові Якусіма.

## Клімат
На півночі екорегіону переважає вологий субтропічний клімат (Cfa за класифікацією кліматів Кеппена), а на півдні — екваторіальний клімат (Af за класифікацією Кеппена). Взимку температура становить близько 18 °C, а влітку — близько 28 °C. Середньорічна кількість опадів коливається від 2000 до 3500 мм. У серпні-вересні часто трапляються тайфуни. Поблизу островів екорегіону проходить тепла течія Куросіо, яка підтримує існування коралових рифів та найпівнічніших мангрових заростей в західній частині Тихого океану.

## Флора
На островах Сацунан на півночі екорегіону поширені помірні широколистяні вічнозелені ліси, основу яких складають дерева з родини Букові (Fagaceae), зокрема японські кастанопсіси (Castanopsis cuspidata), верболисті дуби (Quercus salicina), японські вічнозелені дуби (Quercus acuta) та японські кам'яні дуби (Lithocarpus edulis). Серед інших дерев, що зустрічаються в цих лісах, слід відзначити китицевий двопестичник (Distylium racemosum), червоний махілус (Machilus thunbergii), голчасту неоліцею (Neolitsea aciculata), тасірський рододендрон (Rhododendron tashiroi), сливолистий симплокос (Symplocos prunifolia) та сизий симплокос (Symplocos glauca). В горах острова Якусіма зустрічаються хвойні ліси, основу яких складають японські криптомерії (Cryptomeria japonica), південнояпонські тсуґи (Tsuga sieboldii) та японські ялиці (Abies firma).
В центральній частині екорегіону поширені субтропічні широколистяні вічнозелені ліси, в яких переважають кастанопсіси Зібольда (Castanopsis sieboldii), шіми Волліча (Schima wallichii), сливолисті симплокоси (Symplocos prunifolia), китицеві двопестичники (Distylium racemosum), олеандролисті рапанеї (Rapanea neriifolia), кантолисті аїдії (Aidia canthioides), японські елеокарпуси (Elaeocarpus japonicus), коричники Дьодерляйна (Cinnamomum doederleinii), сизуваті вовчелистники (Daphniphyllum glaucescens), букшпанолисті сизигіуми (Syzygium buxifolium) та китайські неоліцеї (Neolitsea sericea).
В південній частині екорегіону поширені більш тропічні ліси, основу яких складають китицеві двопестичники (Distylium racemosum), японські дендропанакси (Dendropanax trifidus), сизуваті вовчелистники (Daphniphyllum glaucescens), торочкуваті духмяноцвіти (Osmanthus marginatus), ардізії Зібольда (Ardisia sieboldii), семилисті гептафлеруми (Heptapleurum heptaphyllum) та рюкюські камелії (Camellia lutchuensis).
В прибережних і заболочених районах зустрічаються види, характерні для тропіків Тихоокеанського регіону, зокрема прибережні кручені паничі (Ipomoea pes-caprae), прибережні спініфекси (Spinifex littoreus), звичайні теспезії (Thespesia populnea), індійський мигдаль (Terminalia catappa) та дубильні макаранги (Macaranga tanarius). Основу мангрових заростей, поширених в прибережних районах, складають східні мангри (Bruguiera gymnorhiza), тюльпанові мангри (Heritiera littoralis), плямисті мангри (Rhizophora stylosa), білі мангри (Avicennia marina), білі соннератії (Sonneratia alba) та пальми ніпа (Nypa fruticans).
Серед ендеміків екорегіону слід відзначити міягійський дуб (Quercus miyagii), яєямську адінандру (Adinandra yaeyamensis) та сакісімську еврію (Eurya sakishimensis). Також ендеміками екорегіону є пальми сатаке (Satakentia liukiuensis), що зустрічаються лише на островах Ісіґакі та Іріомоте в групі островів Яеяма.

## Фауна
Серед поширених в екорегіоні ссавців слід відзначити хатніх сункусів (Suncus murinus), рисових мишей (Mus caroli) та ендемічних рюкюських кабанів (Sus scrofa riukiuanus), які є прикладом острівної карликовості і є майже вдвічі меншими за японських кабанів (Sus scrofa leucomystax). На Керамських островах та на острові Якусіма на північному сході екорегіону зустрічаються японські олені (Cervus nippon), представлені двома ендемічними підвидами — Cervus nippon keramae та C. n. yakushimae відповідно. На острові Якусіма також мешкає найпівденніша популяція японських макак (Macaca fuscata), а у водах поблизу островів Амамі і Окінава — найпівнічніша популяція дюгонів (Dugong dugon) у світі. На острові Іріомоте в групі островів Яєяма мешкають ендемічні іріомотські коти (Prionailurus bengalensis iriomotensis), а на островах Амамі Осіма і Токуносіма в групі островів Амамі — амамійські кролики (Pentalagus furnessi). Вони перебувають під загрозою зникнення: популяція іріомотських котів нараховує близько 100 особин, а популяція амамійських кроликів — близько 5000 особин. Серед ендемічних ссавців, поширених в екорегіоні, також слід відзначити рюкюського колючощурика (Tokudaia osimensis), окінавського колючощурика (Tokudaia muenninki), токуносімського колючощурика (Tokunoshima spiny rat), рюкюського пацюка (Diplothrix legata), рюкюську білозубку (Crocidura watasei), рюкюського кротовця (Mogera uchidai), рюкюського крилана (Pteropus dasymallus), окінавського крилана (Pteropus loochoensis), малого листоноса (Hipposideros turpis), яєямського підковика (Rhinolophus perditus), рюкюського довгокрила (Miniopterus fuscus), янбарську нічницю (Myotis yanbarensis) та рюкюського трубконоса (Murina ryukyuana).
Серед ендемічних птахів, поширених в екорегіоні, слід відзначити рюкюського вінаго (Treron permagnus), рюкюську мухоловку (Ficedula owstoni), чорногорлого соловейка (Larvivora komadori) та окінавського соловейка (Larvivora namiyei). Дуже рідкісні окінавські дзекілі (Dendrocopos noguchii) та окінавські пастушки (Hypotaenidia okinawae) є ендеміками острова Окінава, японські слукви (Scolopax mira), риюукійські сойки (Garrulus lidthi) та амамійські квічалі (Zoothera major) — ендеміками островів Амамі, а архіпелагові гаїчки (Sittiparus olivaceus) — ендеміками островів Яєяма. Острівні личинкоїди (Pericrocotus tegimae) раніше зустрічалися лише на островах Рюкю, однак в останні десятиліття розширили свій ареал і заселили Кюсю, Сікоку та захід Хонсю. Серед майже ендемічних птахів, поширених в екорегіоні, слід відзначити ріукійську сплюшку (Otus elegans), яка також зустрічається на тайванському острові Ланьюй та на островах Батанес на крайній півночі Філіппінського архіпелагу, а також чорного голуба (Columba janthina), який також зустрічається на островах Корейської протоки та на островах Ідзу і Оґасавара. Раніше в екорегіоні також зустрічалися ендемічні сріблястокрилі голуби (Columba jouyi), однак наразі вони вимерли.
Герпетофауна екорегіону також вирізняється високим рівнем ендемізму. Близько половини видів земноводних, поширених на островах Рюкю, є ендеміками, зокрема окінавські тритони (Cynops ensicauda) та крокодилові тритони Андерсона (Echinotriton andersoni). Серед ендемічних плазунів, поширених в екорегіоні, слід відзначити японського гекона (Gekko japonicus), міякійську довгохвостку (Takydromus toyamai), яєямську довгохвостку (Takydromus dorsalis), рюкюського коротконогого сцинка (Ateuchosaurus pellopleurus), окінавського синьохвостого сцинка (Plestiodon marginatus), рюкюського вовкозуба (Lycodon semicarinatus), рюкюську зелену змію (Ptyas semicarinata), яєямського вужа (Hebius ishigakiensis), окінавську гадюку (Ovophis okinavensis) та рюкюську черепаху (Geoemyda japonica)

## Збереження
Оцінка 2017 року показала, що 813 км², або 23 % екорегіону, є заповідними територіями. Природоохоронні території включають: Національний парк Якусіма, Національний парк Керама-Сьото, Національний парк Амамі-Ґунто, Національний парк Іріомоте-Ісіґакі та Національний парк Ямбару. У 2021 році острови Амамі Осіма, Токуносіма, Іріомоте та північна частина острова Окінава були внесені до списку Світової спадщини ЮНЕСКО.